# 野村浩三
野村 浩三（、1931年〈昭和6年〉12月22日 - 2010年〈平成22年〉1月12日）は、日本の俳優。本名は尾棹 一浩（おさお かずひろ / おざお かずひろ）。旧芸名は野村 明司（）。
東京府北豊島郡練馬町（のちの東京都練馬区）出身。明治大学商学部卒業。

## 来歴
劇団俳優座第3期生。同期には愛川欽也、渡辺美佐子、江幡高志、塚本信夫、穂積隆信、本郷淳などがいる。
1953年、『落葉日記』で映画デビュー。1954年、俳優座養成所卒業。藤本プロ所属。本名でデビューののち、1955年の松竹入社の際に野村浩三に改名。
1958年に東宝に移籍。同年公開の東宝特撮映画『大怪獣バラン』（本多猪四郎監督）で生物学者・魚崎健二役で主演。主役はこの作品だけであったが、特撮映画には多数出演し、欠かせない存在となっている。その後、野村明司に改名した後、第一協団に移籍。
テレビドラマでは1966年、『ウルトラQ』第22話「変身」でモルフォ蝶の鱗粉を浴びて巨大化する男・浩二役を演じた。
松竹大船撮影所の俳優による研究グループ、船の会のメンバーだった。
2010年1月12日、死去した。満78歳没。

## 出演作品

### 映画
- 落葉日記（1953年） - 混血青年
- 美貌と罪（1953年） - 隈部
- 愛人（1953年） - 昌充
- 若い瞳（1954年） - 森和郎
- よい婿どの（1954年） - 南村浩
- 女人の館（1954年） - 丹野周一郎
- 美貌の園 前篇「嘆きの花」・後篇「愛憎の夜」（1956年）
- この世の花 完結篇 第九部愛の裁き 第十部砂の抱擁（1956年）
- 大怪獣バラン（1958年） - 魚崎健二[出典 6]
- 日本誕生（1959年） - 大伴麻毛理[14]
- 宇宙大戦争（1959年） - 戦闘ロケット隊隊長[1][2]
- ガス人間第一号（1960年） - 川崎[14]
- 世界大戦争（1961年） - 石橋[14]
- どぶろくの辰（1962年、東宝）
- 妖星ゴラス（1962年） - 観測員[14]
- 太平洋の翼（1963年） - 大和の当直将校[15]
- 青島要塞爆撃命令（1963年） - 艦隊参謀B[14]
- 大盗賊（1963年）
- ゴジラシリーズ
  - モスラ対ゴジラ（1964年） - 自衛隊員[16][6]
  - 三大怪獣 地球最大の決戦（1964年） - 調査隊隊員1[14][6]
- クレージー映画
  - 日本一のゴマすり男（1965年）
  - 日本一のゴリガン男（1966年） - アラジニア大使館の通訳
  - クレージー大作戦（1966年） - 宝石店に来る警官
- フランケンシュタイン対地底怪獣（1965年） - 記者A[14]
- フランケンシュタインの怪獣 サンダ対ガイラ（1966年） - 自衛隊幕僚[要出典]
- 日本のいちばん長い日（1967年） - 中村俊久中将
- 脱出（1972年） - 阿部課長
- 鏡の中の野心（1972年） - 美容学校理事長

### テレビドラマ
- 顔（1959年）
- 越路吹雪ショー 私が一番おめでたい（1960年）
- 女（1960年）
- 残像（1960年）
- くりすます・ロータリー 第1話（1960年）
- 地唄（1962年） - 垣内譲治
- 結婚 第15話「正規」（1962年）
- くちづけ（1962年）
- 珠はくだけず（1962年）
- お江戸日本橋（1965年）
- ウルトラシリーズ
  - ウルトラQ 第22話「変身」（1966年） - 浩二（巨人）[1]
  - ウルトラセブン 第19話「プロジェクト・ブルー」（1968年） - ミヤベ博士
  - 帰ってきたウルトラマン 第36話「夜を蹴ちらせ」（1971年） - 警視庁・神田刑事
- 青春とはなんだ 第32話「エレキで助けろ」（1966年） - 高井の父を轢いたトラック運転手
- ありがとう 第17話、第28話（1970年）
- 火曜日の女シリーズ「人喰い」（1970年、NTV）
- プレイガール （12ch / 東映）
  - 第28話「裸の女に手をかすな」（1969年）
  - 第46話「銀嶺の対決」（1969年）- 山崎
  - 第81話「男殺しの用心棒」（1970年）- 川口
  - 第104話「スリラー死神からの脅迫状」（1971年）- 高瀬部長
  - 第159話「裸になって殺されて」（1972年）- 湯川
  - 第181話「ヌードダンサー殺人事件」（1972年）
  - 第182話「たまき撃たる!!」（1972年）
  - 第195話「聖しこの夜の暗殺者」（1972年）
  - 第210話「全裸の美女は朝狙え!」（1973年）
  - 第240話「裸の女にゃトゲがある」（1973年）
  - 第246話「スター歌手殺人事件」（1973年）
- おらんだ左近事件帖 第3話「尼になった姉妹」（1971年）
- 冠婚葬祭屋 第6話「夫貸します…ですヨ」（1972年）
- 緊急指令10-4・10-10 第5話「カブト虫殺人事件」（1972年） - 加賀美
- 太陽にほえろ! 第43話「きれいな花にはトゲがある」（1973年）

### 舞台
- からす
- 最後の一兵
- 襤褸と宝石（1952年） - 楽士[17]
- 女人の館（1954年） - 丹野周一郎
- 大和撫子

## その他
- 眠り男セザレ（1954年） - 演出